# 작전 가동율
작전 가동율은 항공기 가동율에 관련된 용어로서 임무 가능(MC, Mission Capable)과 임무 불가(NMC, Non Mission Capable)로 구분된다.  임무 가능은 부여된 임무를 완전히 수행할 수 있는 항공기 상태로서 보유한 항공기가 부여된 임무를 수행할 수 있는 시간율로 표현되며, 임무 불가는 보급 불가 또는 정비 불량으로 인하여 임무 수행이 불가능한 상태로 구분한다.